# エリアス・ケレヘタ
エリアス・ケレヘタ・ガラテ（スペイン語: Elías Querejeta Gárate, スペイン語発音: [eˈli.as keɾeˈxeta], 1934年10月27日 – 2013年6月9日）は、スペイン・ギプスコア県エルナニ出身の映画プロデューサー・脚本家。加えて何本かの映画の監督を務めており、シネアストになる前はサッカー選手だった。娘に映画監督のグラシア・ケレヘタがいる。スペイン文化省による芸術功労賞を受賞している。

## 人物
1960年代と1970年代には映画プロデューサーとして数々の著名作品を手掛け、カルロス・サウラ監督の13作品、ビクトル・エリセ監督の2作品、モンチョ・アルメンダリス監督の4作品、フェルナンド・レオン・デ・アラノア監督の3作品などに携わっている。

## 経歴

### サッカー選手
1934年にバスク地方のギプスコア県エルナニに生まれた。1952年から1958年まで地元のサッカークラブであるレアル・ソシエダに所属し、1953年4月5日、18歳の時にプリメーラ・ディビシオンデビューした。公式戦では41試合に出場して6得点、うちプリメーラ・ディビシオンでは39試合に出場して5得点した。1955年10月9日にはホームのエスタディオ・デ・アトーチャでアルフレッド・ディ・ステファノ擁するレアル・マドリードと対戦し、レアル・ソシエダの勝利につながる貴重な得点を決めている。サッカー選手活動と並行して化学と法学を学び、23歳だった1958年にサッカーの世界から退いた。

### シネアスト
1963年には自身の制作会社を設立し、50本以上の映画を制作した。フェルナンド・レオン・デ・アラノア監督の『カット!』（1996年）や『Barrio』（1998年）、実娘のグラシア・ケレヘタ監督の『Una estación de paso』（1992年）や『El viaje de Robert Rylands』（1996年）や『Cuando vuelvas a mi lado』（1999年）を制作している。しかし、ケレヘタがスペイン映画に果たしたもっとも重要な貢献は、カルロス・サウラ、ビクトル・エリセ、マヌエル・グティエレス・アラゴン、モンチョ・アルメンダリスらの偉大な監督の作品を制作したことである。
サウラ監督と初めて組んだ1966年の『狩り』はベルリン国際映画祭で監督賞を受賞し、1967年の『ペパーミント・フラッペ』でも同賞を受賞した。『Stress es tres, tres』（1968年）、『La madriguera』（1969年）、『El jardín de las delicias』（1970年）でもサウラ監督の作品を制作。1970年代前半のサウラ監督作では『Ana y los lobos』（1972年）、『従妹アンヘリカ』（1973年）、『カラスの飼育』（1975年）などを制作し、後者の2作品はカンヌ国際映画祭で審査員賞を受賞した。1970年代後半には『Elisa, vida mía』（1977年）、『Los ojos vendados』（1978年）、『ママは百歳』（1979年）、『急げ、急げ』（1980年）などでサウラ作品を手掛け、『急げ、急げ』はベルリン国際映画祭で作品賞を受賞した。
1973年にはエリセ監督の『ミツバチのささやき』を制作し、この作品は1973年のサン・セバスティアン国際映画祭で作品賞を受賞している。約10年後の1983年にはエリセ監督の次作『エル・スール』を制作し、シカゴ国際映画祭やサンパウロ国際映画祭で作品賞を受賞した。レオン・デ・アラノア監督作品も3作品手掛けており、2002年の『月曜日にひなたぼっこ』はゴヤ賞で作品賞を受賞した。
1998年にはスペイン映画芸術科学アカデミー(AACCE)によるゴヤ賞功労賞を受賞した。2005年にはスペイン映画批評家協会の功労賞を受賞し、2012年にはフォトグラマス・デ・プラータの功労賞を受賞。2007年にはスペイン内戦の歴史を国外内の立場から語る映像作品『Noticias de una guerra』を制作した。2013年6月9日、肺癌のためにマドリードの自宅で死去した。78歳だった。

## フィルモグラフィー
| 年     | 日本語題               | 原題                                      | 担当             | 備考                                                                            |
| ------ | ---------------------- | ----------------------------------------- | ---------------- | ------------------------------------------------------------------------------- |
| 1960年 |                        | A través de San Sebastián                 | 脚本・監督       |                                                                                 |
| 1962年 |                        | A través del fútbol                       | 脚本・監督       | 短編                                                                            |
| 1962年 |                        | Noche de verano                           | 制作             | 監督はホルヘ・グラウ                                                            |
| 1963年 |                        | Los inocentes                             | 脚本             |                                                                                 |
| 1966年 | 狩り                   | La caza                                   | 制作             | ベルリン国際映画祭監督賞受賞, サウラ監督                                        |
| 1967年 |                        | Último encuentro                          | 制作・脚本       | カンヌ国際映画祭作品賞ノミネート, 監督はアントニオ・エセイサ                    |
| 1967年 |                        | El próximo otoño                          | 制作             | 監督はアントニオ・エセイサ                                                      |
| 1967年 |                        | De cuerpo presente                        | 制作・脚本       | 監督はアントニオ・エセイサ                                                      |
| 1967年 | ペパーミント・フラッペ | Peppermint Frappé                         | 制作             | ベルリン国際映画祭監督賞受賞, 監督はサウラ                                      |
| 1968年 |                        | Si volvemos a vernos                      | 制作             | 監督はフランシスコ・レゲイロ                                                    |
| 1968年 |                        | Stress-es tres-tres                       | 制作             | ヴェネツィア国際映画祭作品賞ノミネート, 監督はカルロス・サウラ                  |
| 1969年 |                        | La madriguera                             | 制作             | ベルリン国際映画祭作品賞ノミネート, 監督はカルロス・サウラ                      |
| 1969年 | 挑戦                   | Los desafíos                              | 制作             | オムニバス映画, サン・セバスティアン国際映画祭監督賞受賞                        |
| 1970年 |                        | Las secretas intenciones                  | 制作             | 監督はアントニオ・エセイサ                                                      |
| 1970年 | 悦楽の園               | El jardín de las delicias                 | 制作             | サン・ジョルディ賞作品賞受賞, 監督はカルロス・サウラ                            |
| 1972年 |                        | Carta de amor de un asesino               | 制作             | 監督はフランシスコ・レゲイロ                                                    |
| 1973年 |                        | Ana y los lobos                           | 制作             | カンヌ国際映画祭作品賞ノミネート, 監督はカルロス・サウラ                        |
| 1973年 |                        | La banda de Jaider                        | 制作             |                                                                                 |
| 1973年 | ミツバチのささやき     | El espíritu de la colmena                 | 制作             | サン・セバスティアン国際映画祭作品賞受賞, 監督はビクトル・エリセ                |
| 1974年 | 従妹アンヘリカ         | La prima Angélica                         | 制作             | カンヌ国際映画祭審査員賞受賞, 監督はカルロス・サウラ                            |
| 1976年 |                        | El increíble aumento del coste de la vida | 制作             | 短編, 監督はリカルド・フランコ                                                  |
| 1976年 | カラスの飼育           | Cría cuervos                              | 制作             | カンヌ国際映画祭審査員賞受賞, 監督はカルロス・サウラ                            |
| 1976年 |                        | Pascual Duarte                            | 制作・脚本       | カンヌ国際映画祭作品賞ノミネート, 監督はリカルド・フランコ                      |
| 1976年 |                        | El desencanto                             | 制作             | 詩人のレオポルド・パネロに関するドキュメンタリー, 監督はハイメ・チャバリ        |
| 1977年 |                        | Elisa, vida mía                           | 制作             | カンヌ国際映画祭作品賞ノミネート, 監督はカルロス・サウラ                        |
| 1977年 |                        | A un dios desconocido                     | 制作・脚本       | サン・セバスティアン国際映画祭最優秀スペイン映画, 監督はハイメ・チャバリ        |
| 1978年 |                        | Las palabras de Max                       | 制作・脚本       |                                                                                 |
| 1978年 |                        | Los ojos vendados                         | 制作             | カンヌ国際映画祭作品賞ノミネート, 監督はカルロス・サウラ                        |
| 1979年 | ママは百歳             | Mamá cumple cien años                     | 制作             | サン・セバスティアン国際映画祭審査員特別賞受賞, 監督はカルロス・サウラ          |
| 1980年 |                        | Los primeros metros                       | 制作             | 監督はハビエル・アナスタシオなど                                                |
| 1980年 |                        | Dedicatoria                               | 制作・脚本       | カンヌ国際映画祭作品賞ノミネート, 監督はハイメ・チャバリ                        |
| 1981年 | 急げ、急げ             | Deprisa, deprisa                          | 制作             | ベルリン国際映画祭作品賞受賞, 監督はカルロス・サウラ                            |
| 1982年 |                        | Dulces horas                              | 制作             | 監督はカルロス・サウラ                                                          |
| 1983年 | エル・スール           | El sur                                    | 制作             | カンヌ国際映画祭作品賞ノミネート, 監督はビクトル・エリセ                        |
| 1984年 |                        | Feroz                                     | 制作・脚本       | 監督はマヌエル・グティエレス・アラゴン                                          |
| 1984年 | タシオ                 | Tasio                                     | 制作             | フォトグラマス・デ・プラータ 最優秀スペイン映画, 監督はモンチョ・アルメンダリス |
| 1986年 | 27時間                 | 27 horas                                  | 制作・脚本       | ゴヤ賞作品賞ノミネート, 監督はモンチョ・アルメンダリス                          |
| 1989年 |                        | El número marcado                         | 制作             | 短編                                                                            |
| 1990年 | アロウの手紙           | Las cartas de Alou                        | 制作             | ゴヤ賞脚本賞受賞, 監督はモンチョ・アルメンダリス                                |
| 1992年 |                        | Una estación de paso                      | 制作・脚本       | バリャドリッド国際映画祭審査員特別賞受賞, 監督はグラシア・ケレヘタ              |
| 1993年 |                        | El aliento del diablo                     | 制作             | サン・セバスティアン国際映画祭作品賞ノミネート, 監督はパコ・ルシオ              |
| 1995年 |                        | Historias del Kronen                      | 制作             | ゴヤ賞脚本賞受賞, 監督はモンチョ・アルメンダリス                                |
| 1995年 | ロスト・チルドレン     | La ciudad de los niños perdidos           | 制作             | セザール賞プロダクション・デザイナー賞受賞, 監督はジャン＝ピエール・ジュネ      |
| 1996年 |                        | El último viaje de Robert Rylands         | 制作・脚本       | サン・セバスティアン国際映画祭作品賞ノミネート, 監督はグラシア・ケレヘタ        |
| 1996年 | カット!                | Familia                                   | 制作             | ゴヤ賞新人監督賞受賞, 監督はレオン・デ・アラノア                                |
| 1998年 |                        | Shampoo Horns                             | 制作             | 監督はマヌエル・トレダノ                                                        |
| 1998年 |                        | Barrio                                    | 制作             | ゴヤ賞監督賞/脚本賞受賞, 監督はレオン・デ・アラノア                             |
| 1999年 |                        | Cuando vuelvas a mi lado                  | 制作・脚本       | ゴヤ賞作品賞ノミネート, 監督はグラシア・ケレヘタ                                |
| 2000年 |                        | La espalda del mundo                      | 制作・脚本       | 第三世界に関するドキュメンタリー, 監督はハビエル・コルクエラ                    |
| 2001年 |                        | Asesinato en febrero                      | 制作・脚本       | ドキュメンタリー, 監督はエテリオ・オルテガ                                      |
| 2002年 |                        | Traineras                                 | 原案             | トライネラに関するドキュメンタリー, 監督はエテリオ・オルテガ                    |
| 2002年 | 月曜日にひなたぼっこ   | Los lunes al sol                          | 制作             | ゴヤ賞作品賞受賞, 監督はレオン・デ・アラノア                                    |
| 2003年 |                        | Condenados al corredor                    | 制作             | ドキュメンタリー, 監督はハビエル・コルクエラ                                    |
| 2004年 |                        | Perseguidos                               | 脚本             |                                                                                 |
| 2005年 |                        | Invierno en Bagdad                        | 制作             | ドキュメンタリー, 監督はハビエル・コルクエラ                                    |
| 2005年 |                        | Avant l'oubli                             | 制作             | 監督はアグスティン・ブルヘル                                                    |
| 2006年 |                        | Noticias de una guerra                    | 制作             | 監督はエテリオ・オルテガ                                                        |
| 2006年 |                        | Goodbye, América                          | 制作             | アル・ルイスに関するドキュメンタリー, セルヒオ・オクスマン監督                  |
| 2007年 |                        | Siete mesas de billar francés             | 制作             | マリベル・ベルドゥなどが出演, 監督はグラシア・ケレヘタ                          |
| 2007年 |                        | Buscarse la vida                          | 制作             |                                                                                 |
| 2008年 |                        | El agua de la vida                        | 制作             |                                                                                 |
| 2009年 |                        | Cerca de tus ojos                         | 制作・脚本・監督 | ドキュメンタリー, マリベル・ベルドゥなどが出演                                  |

## 受賞
| 年     | 映画祭/映画賞                  | カテゴリー | 作品                     | 結果       |
| ------ | ------------------------------ | ---------- | ------------------------ | ---------- |
| 1961年 | スペイン映画批評家協会賞       | 短編映画賞 | A través del fútbol      | 受賞       |
| 1987年 | ゴヤ賞                         | 作品賞     | 27時間                   | ノミネート |
| 1991年 | ゴヤ賞                         | 作品賞     | アロウの手紙             | ノミネート |
| 1998年 | サン・セバスティアン国際映画祭 | 監督賞     | Barrio                   | 受賞       |
| 1961年 | スペイン映画批評家協会賞       | 脚本賞     | Cuando vuelvas a mi lado | 受賞       |
| 2000年 | ゴヤ賞                         | 脚本賞     | Cuando vuelvas a mi lado | ノミネート |
| 2003年 | ゴヤ賞                         | 作品賞     | 月曜日にひなたぼっこ     | 受賞       |
| 2013年 | ATV賞                          | 脚本賞     | La conspiracíon          | ノミネート |

- 1987年 スペイン映画国民賞
- 1998年 名誉ゴヤ賞
- 2003年 シッチェス国際映画祭 功労賞
- 2004年 ホセ・マリーア・ファルケ賞
- 2005年 スペイン映画批評家協会賞 功労賞
- 2012年 フォトグラマス・デ・プラータ 功労賞

## 文献
- Whittaker, Tom. The Films of Elías Querejeta: A Producer of Landscapes. University of Wales Press. pp. 2011. ISBN 9780708324387